# Febrilna konvulzija
Febrilne konvulzije (FK, fras) nastaju pri povišenoj temeperaturi, u toku infekcija koje primarno ne zahvataju centralni nervni sistem (CNS). Javljaju se u uzrastu od 3 meseca do 5 godina. Fras je grčenje mišića usled velike telesne temperature. Javlja se kod dece uzrasta od tri meseca do pete godine života. Iako deluje zastrašujuće, kao posledice ne ostavlja nikakve poremećaje. Po nekim istraživanjima, febrilna konvulzija je nasledna i takođe se često javlja kod blizanaca i dece čije su majke imale poteškoće pri porođaju. Međutim, postojalo je izuzetaka kod dece koja su imala visoku telesnu temperaturu, čije su majke imale poteškoće pri porođaju, a izbegla su fras. Takođe deca koja su doživela fras imaju rizik razvijanja epilepsije (2-5%).

## Uzrok nastanka
Etiologija FK je još uvek nepoznata. Genetski faktori imaju značajnu ulogu. Nasleđivanje je, najverovatnije, autozomno dominantno ili poligensko.

## Klinička slika
Febrilne konvulzije se najčešće javljaju za vreme iznenadnog, brzog porasta telesne temperature. Temperatura je u većini slučajeva 38,5 – 39,5°C. Konvulzije se manifestuju najčešće toničko - kloničkim kontrakcijama skeletne muskulature, ali mogu i u obliku gubitka tonusa muskulature, senzornih napada (parestezije, bol), vegetativni (povraćanje, preznojavanje, salivacija) ili u obliku apsansa.
Uobičajena je klinička klasifikacija FK na tipične i atipične. Atipične FK (kompleksne, komplikovane) određene su sledećim kriterijumima:
- pojava konvulzija pre šestog meseca i posle pete godine života
- trajanje  duže od 15 minuta
- uz manje povišenu  temperaturu <38°C
- hemigeneralizovane ili fokalne konvulzije
- tri ili više napada u različitim febrilnim stanjima
- ponovljene FK u istoj febrilnosti
- familijarna pojava epilepsije
- postoje promene na EEG-u

Tipične FK su kratkog trajanja i generalizovane (tonično - klonične 85%, klonične 10% i atonične 5%). Klinički oporavak je brz i potpun.
- javljaju se u uzrastu od 6 meseci do 4. godine
- javljaju se uz visoku temperaturu >38°C
- jave se jedan do dva puta u životu
- klinička slika generalizovanog napada
- napad traje par minuta, najduže do 20 min.
- neurološki status je posle napada uredan
- porodična anamneza obično nije opterećena
- neurološki status pre napada je uredan
- EEG: postiktalno nalaz uredan

Klinička slika je veoma dramatična i frustrirajuća za svakog roditelja. Najčešće se FK ispoljavaju kao tzv. generalizovani ili veliki napadi u kojima dete okrene i fiksira očne jabučice u jednu stranu, izgubi svest i trza sa sva četiri ekstremiteta, najčešće uz krkljanje i plavilo oko usana. U takvim napadima česte su duže pauze u kojima dete ne diše (tzv. apnoje) koje navode panične i uplašene roditelje na pomisao da dete umire. Ređe se febrilne konvulzije ispoljavaju kao tzv. žarišni ili parcijalni napadi u kojima se trzanje javlja na ekstremitetima samo jedne strane tela ili samo na pojedinim ekstremitetima. Posle takvih napada ponekad se javljaju i prolazne paralize ekstremiteta (tzv. Todova paraliza). Recidivi se javljaju kod 30 - 40% dece.

## Dijagnoza
Kod sve dece neophodno je sprovesti sledeći dijagnostički postupak: anamneza, detaljan neuropedijatrijski pregled, laboratorijske analize, lumbalna punkcija (kod sumnje na infekciju CNS), EEG.

## Lečenje
Posle prvog napada frasa, dete treba odvesti na detaljni pregled kod lekara. Doktor će uzeti i laboratorijski pregledati nalaze krvi i urina deteta. Uradiće elektroencefalografski pregled čime se proverava ispravnost mozga. Do ponovnog napada frasa može doći nakon samo nekoliko časova. Zbog toga se preporučuje da pedijatar detetu da injekciju protiv ponavljanja febrilnih konvulzija. Takođe se preporučuje često merenje temperature, davanje lekova za snižavanje temperature i tuširanje mlakom vodom. Uz odobrenje pedijatra detetu sami možete dati mikroklizmu dijazepama za prekidanje frasa.
Dete u napadu treba položiti na bok ili pažljivo na trbuh da ne dođe do zapadanja jezika. Nije potrebno detetu nasilno otvarati usta iz straha roditelja da ne dođe do gušenja. Treba poduzeti sve raspoložive mere za snižavanje temperature. Lek izbora za zaustavljanje konvulzija je diazepam, intravenozno, polako 0,2 mg/kg. Ukoliko je to otežano tada se daje klizma. Može se dati i fenobarbiton intramuskularno. Osim navedene simptomatske terapije, svakako treba sprovesti i antipiretske mere, potrebnu rehidraciju, lečenje osnovne bolesti koja je uzrokovala febrilno stanje. Profilaktička terapija usmerena je kako bi se sprečili novi napadi i daje se u nekoliko varijanti, uglavnom kod pojave atipičnih FK. Intermitentna profilaksa se sprovodi u fazama febrilnosti preko 38,5°C. Kontinuirana profilaksa se sprovodi svakodnevnom primenom antiepileptika.